# Ana Golja
Muazana "Ana" Golja (Mississauga, 31 de janeiro de 1996) é uma atriz e cantora canadense. Ela é conhecida por interpretar Zoë Rivas nas tramas Degrassi: The Next Generation e Degrassi: Next Class e a ginasta Ariana Berlin no filme Full Out.

## Carreira
Golja começou sua carreira de atriz em 2005 como Lucy na série policial canadense 1-800-Missing. Mais tarde, ela teve pequenos papéis nas séries Flashpoint e How to Be Indie, antes de conseguir um papel no elenco regular de Connor Undercover em 2010. Em 2011, ela interpretou Liz em Clue. Em 2010 com What's Up Warthogs! ela teve seu primeiro papel importante como parte do elenco principal daquela sitcom. Em seguida, ela participou de pequenos projetos e uma websérie antes de conseguir o papel de Zoë Rivas no drama adolescente canadense Degrassi: Next Class em 2013.
Em 2015, Golja interpretou Ariana Berlin, no filme Full Out, um papel que lhe rendeu uma indicação para o Canadian Screen Award.
Golja gravou a música "Feel So Good" para a trilha sonora Full Out, produzido por Roy "Royalty" Hamilton. Em janeiro de 2016, Golja estava trabalhando em seu primeiro EP. Ela lançou o EP intitulado Epilogue ao longo de várias semanas em novembro e dezembro de 2017.

## Filmografia
| Ano  | Título                    | Papel         | Nota             |
| ---- | ------------------------- | ------------- | ---------------- |
| 2014 | En Vogue Christmas        | Amber         |                  |
| 2015 | Full Out                  | Ariana Berlin |                  |
| 2015 | Dumb Luck                 | Taylor        | Curta            |
| 2015 | Degrassi: Don't Look Back | Zoë Rivas     | Telefime         |
| 2017 | Love On Ice               | Nikki Lee     |                  |
| 2018 | Crazy for the Boys        | London        |                  |
| 2018 | A Father's Nightmare      | Sasha         | Telefilme        |
| 2019 | The Cuban                 | Mina          | Também produtora |
| 2019 | The Fanatic               | Leah          |                  |

| Ano       | Título                                              | Papel                     | Notas                                          |
| --------- | --------------------------------------------------- | ------------------------- | ---------------------------------------------- |
| 2005      | Missing                                             | Lucy                      |                                                |
| 2008      | Flashpoint                                          | Penny (10 anos)           |                                                |
| 2009      | Franny's Feet                                       | Panda                     |                                                |
| 2010      | What's Up Warthogs!                                 | Laney Nielsen             |                                                |
| 2010      | Connor Undercover                                   | Lily Bogdakovitch         |                                                |
| 2010      | The Dating Guy                                      | Garotinha Concorrente     |                                                |
| 2010      | Vacation with Derek                                 | Isabella                  |                                                |
| 2011      | How to Be Indie                                     | Dotty                     |                                                |
| 2011      | Little Mosque on the Prairie                        | Betty Sue                 |                                                |
| 2011      | Clue                                                | Liz                       | Minissérie                                     |
| 2012      | Super Why!                                          | Vozes adicionais / Garota |                                                |
| 2013-2015 | Degrassi: The Next Generation                       | Zoë Rivas                 | Protagonista (13ª-14ª Temporada); 55 episódios |
| 2013      | Life with Boys                                      | Cassandra                 |                                                |
| 2013      | Unlikely Heroes                                     | Ellen                     |                                                |
| 2014      | Katie Chats                                         | Ela mesma                 |                                                |
| 2015      | It Goes There: Degrassi's Most Talked About Moments | Ela mesma                 |                                                |
| 2016      | Conviction                                          | Jazmin Peligro            |                                                |
| 2016-2017 | Degrassi: Next Class                                | Zoë Rivas                 | Protagonista (1ª-4ª Temporada); 32 episódios   |
| 2018      | Festivali i Këngës 57                               | Ela mesma                 | Co-apresentadora                               |